# Чижовка арена
Чижовка арена (блр. Чыжоўка-Арэна; рус. Чижовка-Арена), вишенаменска је арена у главном граду Белорусије Минску. Намењена је углавном за концерте и за утакмице у хокеју на леду.
Градња арене започела је у јуну 2009. године, а свечано отварање десило се 25. децембра 2013. године. Капацитет велике дворане за хокејашке утакмице је 9.614 седећих места. 
Од отварања у овој дворани своје утакмице игра хокејашки клуб Јуност из Минска. Арена Чижовка је била један од два домаћина хокејашког Светског првенства 2014. чији је Минск био домаћин.